# ヴァスィーリコ・ロマーノヴィチ
ヴァスィーリコ・ロマーノヴィチ（古ルーシ語:Василько Романовичъ、ウクライナ語:Василько Романович、意味：ヴァスィーリコ、ロマンの子、1203年 - 1269年）は、リューリク朝の公の一人で、ベルズ公国の公（在位：1207年 - 1211年）、ベレスチャ公国の公（在位：1221年 - 1231年）、ルーツィク公国の公（在位：1229年 - 1238年）、ヴォルィーニ公国の公（在位：1238年 - 1269年）、ハールィチ・ヴォルィーニ大公国の3代公（在位：1264年 - 1269年）である。

## 概要
ヴァスィーリコは次男として、ハールィチ・ヴォルィーニ大公国の初代公、ロマン・ムスティスラーヴィチと東ローマの貴族の娘、アンナの間に1203年に生まれた。
父の死後、国内は内乱に陥ったため、幼いヴァスィーリコは母と兄ダヌィーロと共にポーランドへ逃げ、ポーランドとハンガリーの君主の保護を受けた。内乱の末、ヴォルィーニ公国はポーランドに占領され、ハールィチ公国はハンガリーに征服された。ヴァスィーリコは、1221年に形の上でベレスチャで小さな領地を貰った。
1238年まで兄弟はポーランドとハンガリーと手を切り、父のハールィチ・ヴォルィーニ大公国を取り戻した。兄ダヌィーロはハールィチ公国を、弟ヴァスィーリコはヴォルィーニ公国を支配するようになった。1245年、兄弟の軍勢はヤロスラヴの戦いでハンガリー・ポーランド・ハールィチ公国の野党の連合軍に勝利し、自らの政権を安定させた。
1250年代、ヴァスィーリコは兄の反モンゴル政策に参与していた。
1264年、ヴァスィーリコはダヌィーロの死に伴ってハールィチ・ヴォルィーニ大公国の3代公となった。1269年に死去した。

## 子女
1人目の妻はウラジーミル大公ユーリーの娘ドブラヴァで、以下の子女をもうけた。
- ウラジーミル
- ユーリー

2人目の妻はクラクフ公レシェク1世の娘ヘレナ。子には以下の人物がいる。
- オリガ - チェルニゴフ公アンドレイと結婚

## リンク
- （ウクライナ語） ウクライナ歴史辞典。キエフ、1993年。